# Daniel Christiernin
Daniel Christiernin, född 1648, död 1716, var en svensk riksdagsledamot och borgmästare.

## Biografi
Daniel Christiernin föddes 1648. Han var son till brukspatronen Christier Månsson på Ramnäs bruk. Efter en längre resa utomlands blev han 1674 borgmästare i Gävle stad. Han slutade som borgmästare 1685 för att göra ytterligare resor. Christiernin studerade då bland annat teologi, juridik och medicin. Han avled 1716.
Christiernin var riksdagsledamot för borgarståndet i Gävle vid riksdagen 1676, riksdagen 1678, riksdagen 1680 och riksdagen 1682–1683.